# 高桥省子
高桥省子（日语： Takahashi Shoko，？—），日本女子乒乓球运动员。她曾获得1枚世界乒乓球锦标赛金牌和2枚铜牌，另外她也在1974年亚洲运动会上获得女子团体项目的铜牌。